# ロシア国立社会政治史文書館
ロシア国立社会政治史文書館（ロシアこくりつしゃかいせいじしぶんしょかん、ロシア語: Российский государственный архив социально-политической истории ; РГАСПИ、英語: Russian State Archive of Socio-Political History ; RGASPI）は、モスクワにある公文書館である。1999年3月に発足した。ソビエト連邦共産党中央委員会付属マルクス・レーニン主義研究所所蔵文書など、コミンテルン、国際共産主義運動、ソビエト連邦共産党に関する文書を所蔵・公開している。日本語ではロシア国立社会・政治史アルヒーフや、ロシア語名の頭文字略称ルガスピ等の呼称もある。